# Fieseler Fi 166
Il Fieseler Fi 166 era un caccia intercettore ad alta quota sviluppato dall'azienda tedesca Gerhard-Fieseler-Werke nei primi anni quaranta e rimasto allo stadio progettuale.
Caratterizzato dalla propulsione affidata ad un sistema misto, un motore a razzo (o endoreattore) per il solo decollo unito ad una coppia di motori turbogetto per il sostentamento in volo o solo grazie al primo in una variante del progetto originale, e dal decollo verticale grazie ad una rampa di lancio, benché non avesse superato l'iniziale fase concettuale contribuì con l'esperienza acquisita nella realizzazione del successivo Bachem Ba 349 "Natter".

## Storia
Benché i successi di Wernher von Braun nello sviluppo dell'applicazione del motore a razzo applicato avessero convinto il Reichsluftfahrtministerium (RLM), il ministero che nella Germania del periodo nazista era deputato al controllo dell'intera aviazione tedesca, ad esortare l'utilizzo in campo bellico di quel sistema di propulsione, le applicazioni che non coinvolgessero la missilistica vennero scoraggiate, privilegiando per l'applicazione aeronautica la ricerca sul motore a getto.

### Sviluppo
Tuttavia nel 1941 Erich Bachem, allora direttore dell'ufficio tecnico della Fieseler, decise su iniziativa personale di iniziare la progettazione di un nuovo velivolo che adottasse la tecnologia dell'endoreattore sfruttando l'eccezionale vantaggio che dava quel tipo di propulsione nell'accelerazione di un velivolo al fine di intercettare velocemente un avversario.
Il progetto iniziale prevedeva di abbinare alla cellula di un Messerschmitt Bf 109 opportunamente modificata una coppia di motori turbogetto Junkers Jumo 004, in quel momento nelle prime fasi di sviluppo, che avrebbero provveduto alla spinta necessaria per il sostentamento in volo, più un endoreattore EMW separabile e recuperabile, proveniente da un modello di razzo sperimentale a propellente liquido, l'Aggregat A5 che von Braun stava sviluppando alla Heeresversuchsanstalt Peenemünde (HVP) nei pressi di Peenemünde. Era previsto che il velivolo, al quale venne assegnata la designazione Fi 166 Höhenjäger I, fosse portato fino a 12 000 m di quota dalla componente con motore a razzo (o secondo altre fonti da un velivolo madre) che, una volta esaurito il propellente, doveva venire sganciato dalla fusoliera e tornare a terra tramite un paracadute, mentre il velivolo poteva ingaggiare il nemico.
A causa però dell'indisponibilità in tempi brevi dei motori Jumo, Bachem fu costretto a modificare il progetto originale affidando la spinta necessaria esclusivamente al motore a razzo. Il progetto, identificato come Fi 166 Höhenjäger II, risultava comunque simile al precedente se non per la configurazione biposto, le semiali ora libere dalle gondole che dovevano contenere i turbogetti ed il decollo verticale effettuato grazie una rampa di lancio.
Presentato all'attenzione dei vertici dell'RLM il progetto venne respinto in quanto il concetto espresso venne ritenuto impraticabile.
Benché ne fosse stato proibito lo sviluppo nella primavera 1944, a causa della situazione bellica fortemente compromessa e la necessità di poter disporre di velivoli in grado di intercettare le incursioni aeree nemiche nei cieli della Germania, Bachem venne contattato ed esortato a sviluppare ulteriormente il progetto. Basandosi sulla precedente esperienza Bachem iniziò lo sviluppo del Bachem Ba 349 "Natter", primo modello di caccia intercettore a decollo verticale ad essere prodotto.